# Castillo de Bullón
Castillo de Bullón (en francés: Château de Bouillon) es un castillo medieval ubicado en la región de Valonia en la ciudad de Bouillon en la provincia de Luxemburgo, Bélgica .
Aunque se mencionó por primera vez en el año 988, hubo un castillo en el mismo sitio mucho tiempo atrás. El castillo está situado en una estribación rocosa dentro de una curva pronunciada del río Semois .
En el 1082, el castillo de Bullón fue heredado por Godofredo de Bouillon, quien lo vendió a Otbert, príncipe-obispo de Lieja para financiar la Primera cruzada . Más tarde, el castillo fue equipado con artillería pesada por Vauban, el arquitecto militar de Luis XIV a fines del siglo XVII.